# Lijst van Belgische ministers van Arbeid en Sociale Voorzorg
Dit is een lijst van Belgische ministers van Arbeid en Sociale Voorzorg.

## Arbeid
| Nr.  | Minister | Minister                                 | Partij | Partij            | Begin             | Einde             | Regering(en)                                             | Bevoegdheid |
| ---- | -------- | ---------------------------------------- | ------ | ----------------- | ----------------- | ----------------- | -------------------------------------------------------- | --- |
| 1    |          | August Beernaert (1829-1912)             |        | Katholieke Partij | 16 juni 1884      | 26 oktober 1884   | Malou                                                    | Minister van Nijverheid |
| 2    |          | Alphonse de Moreau (1840-1911)           |        | Katholieke Partij | 26 oktober 1884   | 26 augustus 1888  | Beernaert                                                | Minister van Nijverheid |
| 3    |          | Léon De Bruyn (1838-1908)                |        | Katholieke Partij | 26 augustus 1888  | 25 mei 1895       | Beernaert en De Burlet                                   | Minister van Nijverheid |
| 4    |          | Albert Nyssens (1855-1901)               |        | Katholieke Partij | 25 mei 1895       | 24 januari 1899   | De Burlet en De Smet de Naeyer I                         | Minister van Nijverheid en Arbeid                                                                                            |
| 5    |          | Gérard Cooreman (1852-1926)              |        | Katholieke Partij | 24 januari 1899   | 5 augustus 1899   | Vandenpeereboom                                          | Minister van Nijverheid en Arbeid                                                                                            |
| 6    |          | Julien Liebaert (1848-1930)              |        | Katholieke Partij | 5 augustus 1899   | 5 februari 1900   | De Smet de Naeyer II                                     | Minister van Nijverheid en Arbeid                                                                                            |
| 7    |          | Arthur Surmont de Volsberghe (1837-1906) |        | Katholieke Partij | 5 februari 1900   | 19 augustus 1902  | De Smet de Naeyer II                                     | Minister van Nijverheid en Arbeid                                                                                            |
| 8    |          | Gustave Francotte (1852-1925)            |        | Katholieke Partij | 19 augustus 1902  | 2 mei 1907        | De Smet de Naeyer II                                     | Minister van Nijverheid en Arbeid                                                                                            |
| 9    |          | Armand Hubert (1857-1940)                |        | Katholieke Partij | 2 mei 1907        | 21 november 1918  | De Trooz, Schollaert, De Broqueville I en II en Cooreman | Minister van Nijverheid en Arbeid                                                                                            |
| 10   |          | Joseph Wauters (1875-1929)               |        | BWP               | 21 november 1918  | 24 oktober 1921   | Delacroix I en II en Carton de Wiart                     | Minister van Nijverheid en Arbeid                                                                                            |
| 11   |          | Ernest Mahaim (1865-1938)                |        | Liberale Partij   | 24 oktober 1921   | 16 december 1921  | Carton de Wiart                                          | Minister van Nijverheid en Arbeid                                                                                            |
| 12   |          | Romain Moyersoen (1870-1967)             |        | Katholieke Partij | 16 december 1921  | 11 maart 1924     | Theunis I en II                                          | Minister van Nijverheid en Arbeid                                                                                            |
| 13   |          | Paul Tschoffen (1878-1961)               |        | Katholieke Partij | 11 maart 1924     | 17 juni 1925      | Theunis III en Van de Vyvere                             | Minister van Nijverheid en Arbeid                                                                                            |
| (10) |          | Joseph Wauters (1875-1929)               |        | BWP               | 17 juni 1925      | 22 november 1927  | Poullet en Jaspar I                                      | Minister van Nijverheid en Arbeid                                                                                            |
| 14   |          | Hendrik Heyman (1879-1958)               |        | Katholieke Unie   | 22 november 1927  | 17 december 1932  | Jaspar II en III, Renkin I en II en De Broqueville III   | Minister van Nijverheid en Arbeid                                                                                            |
| 12   |          | Philip Van Isacker (1884-1951)           |        | Katholieke Unie   | 17 december 1932  | 20 november 1934  | De Broqueville IV en V                                   | Minister van Nijverheid en Arbeid (tot 10 januari 1934) Minister van Arbeid (vanaf 10 januari 1934)                          |
| 13   |          | Edmond Rubbens (1894-1938)               |        | Katholieke Unie   | 20 november 1934  | 25 maart 1935     | Theunis IV                                               | Minister van Arbeid |
| 14   |          | Achille Delattre (1879-1964)             |        | BWP               | 25 maart 1935     | 22 februari 1939  | Van Zeeland I en II, Janson en Spaak I                   | Minister van Arbeid |
| 15   |          | Arthur Wauters (1890-1960)               |        | BWP               | 22 februari 1939  | 18 april 1939     | Pierlot I en II                                          | Minister van Arbeid |
| 16   |          | Antoine Delfosse (1895-1980)             |        | Katholiek Blok    | 18 april 1939     | 3 september 1939  | Pierlot II                                               | Minister van Arbeid |
| 17   |          | August Balthazar (1893-1952)             |        | BWP               | 3 september 1939  | 28 augustus 1940  | Pierlot III en IV                                        | Minister van Arbeid |
| 18   |          | Hubert Pierlot (1883-1963)               |        | Katholiek Blok    | 22 november 1940  | 16 januari 1941   | Pierlot V                                                | Minister van Arbeid |
| 19   |          | Paul-Henri Spaak (1899-1972)             |        | BWP               | 16 januari 1941   | 26 september 1944 | Pierlot V                                                | Minister van Arbeid |
| S    |          | Gustave Joassart (1880-1953)             |        | extraparlementair | 4 maart 1942      | 16 juli 1943      | Pierlot V                                                | Onder-Staatssecretaris voor Arbeid                                                                                           |
| S    |          | Joseph Bondas (18811957)                 |        | PSB               | 3 september 1943  | 26 september 1944 | Pierlot V                                                | Onder-Staatssecretaris voor Arbeid                                                                                           |
| 20   |          | Achiel Van Acker (1898-975)              |        | BSP               | 26 september 1944 | 12 februari 1945  | Pierlot VI en VII                                        | Minister van Arbeid |
| 21   |          | Léon-Eli Troclet (1902-1980)             |        | PSB               | 12 februari 1945  | 13 maart 1946     | Van Acker I en II                                        | Minister van Arbeid |
| (20) |          | Achiel Van Acker (1898-975)              |        | BSP               | 13 maart 1946     | 31 maart 1946     | Spaak II                                                 | Minister van Arbeid |
| (21) |          | Léon-Eli Troclet (1902-1980)             |        | PSB               | 31 maart 1946     | 11 augustus 1949  | Van Acker III, Huysmans, Spaak III en IV                 | Minister van Arbeid |
| 22   |          | Oscar Behogne (1900-1970)                |        | PSC               | 11 augustus 1949  | 16 augustus 1950  | G. Eyskens I en Duvieusart                               | Minister van Arbeid |
| 23   |          | Geeraard Van Den Daele (1908-1984)       |        | CVP               | 16 augustus 1950  | 23 april 1954     | Pholien en Van Houtte                                    | Minister van Arbeid |
| (21) |          | Léon-Eli Troclet (1902-1980)             |        | PSB               | 23 april 1954     | 26 juni 1958      | Van Acker IV                                             | Minister van Arbeid |
| 24   |          | Léon Servais (1907-1975)                 |        | PSC               | 26 juni 1958      | 6 november 1958   | G. Eyskens II                                            | Minister van Arbeid |
| (22) |          | Oscar Behogne (1900-1970)                |        | PSC               | 6 november 1958   | 3 september 1960  | G. Eyskens III                                           | Minister van Arbeid |
| 25   |          | Yves Urbain (1914-1971)                  |        | PSC               | 3 september 1960  | 25 april 1961     | G. Eyskens III                                           | Minister van Tewerkstelling en Arbeid                                                                                        |
| (24) |          | Léon Servais (1907-1975)                 |        | PSC               | 25 april 1961     | 17 juni 1968      | Lefèvre, Harmel en Vanden Boeynants I                    | Minister van Tewerkstelling en Arbeid                                                                                        |
| 26   |          | Louis Major (1902-1985)                  |        | BSP               | 17 juni 1968      | 26 januari 1973   | G. Eyskens IV en V                                       | Minister van Tewerkstelling en Arbeid                                                                                        |
| 27   |          | Ernest Glinne (1931-2009)                |        | PSB               | 26 januari 1973   | 25 april 1974     | Leburton                                                 | Minister van Tewerkstelling en Arbeid                                                                                        |
| 28   |          | Alfred Califice (1916-1999)              |        | PSC               | 25 april 1974     | 3 juni 1977       | Tindemans I, II en III                                   | Minister van Tewerkstelling en Arbeid                                                                                        |
| 29   |          | Guy Spitaels (1931-2012)                 |        | PSB               | 3 juni 1977       | 3 april 1979      | Tindemans IV en Vanden Boeynants II                      | Minister van Tewerkstelling en Arbeid                                                                                        |
| 30   |          | Roger De Wulf (1929-2016)                |        | SP                | 3 april 1979      | 17 december 1981  | Martens I, II, III en IV en M. Eyskens                   | Minister van Tewerkstelling en Arbeid                                                                                        |
| 31   |          | Michel Hansenne (1940)                   |        | PSC               | 17 december 1981  | 9 mei 1988        | Martens V, VI en VII                                     | Minister van Tewerkstelling en Arbeid                                                                                        |
| 32   |          | Luc Van den Brande (1945)                |        | CVP               | 9 mei 1988        | 21 januari 1992   | Martens VIII en IX                                       | Minister van Tewerkstelling en Arbeid                                                                                        |
| 33   |          | Miet Smet (1943-2024)                    |        | CVP               | 21 januari 1992   | 12 juli 1999      | Martens IX, Dehaene I en II                              | Staatssecretaris voor Tewerkstelling en Arbeid (tot 7 maart 1992) Minister van Tewerkstelling en Arbeid (vanaf 7 maart 1992) |
| 34   |          | Laurette Onkelinx (1958)                 |        | PS                | 12 juli 1999      | 12 juli 2003      | Verhofstadt I                                            | Minister van Werkgelegenheid                                                                                                 |
| 35   |          | Frank Vandenbroucke (1955)               |        | sp.a              | 12 juli 2003      | 18 juli 2004      | Verhofstadt II                                           | Minister van Werk |
| S    |          | Anissa Temsamani (1966)                  |        | sp.a              | 12 juli 2003      | 25 september 2003 | Verhofstadt II                                           | Staatssecretaris voor Arbeidsorganisatie en Welzijn op het Werk                                                              |
| S    |          | Kathleen Van Brempt (1969)               |        | sp.a              | 26 september 2003 | 18 juli 2004      | Verhofstadt II                                           | Staatssecretaris voor Arbeidsorganisatie en Welzijn op het Werk                                                              |
| 36   |          | Freya Van den Bossche (1975)             |        | sp.a              | 18 juli 2004      | 17 oktober 2005   | Verhofstadt II                                           | Minister van Werk |
| 37   |          | Peter Vanvelthoven (1962)                |        | sp.a              | 17 oktober 2005   | 21 december 2007  | Verhofstadt II                                           | Minister van Werk |
| 38   |          | Josly Piette (1943)                      |        | cdH               | 21 december 2007  | 20 maart 2008     | Verhofstadt III                                          | Minister van Werk |
| 39   |          | Joëlle Milquet (1961)                    |        | cdH               | 20 maart 2008     | 5 december 2011   | Leterme I, Van Rompuy, Leterme II                        | Minister van Werk |
| 40   |          | Monica De Coninck (1956)                 |        | sp.a              | 5 december 2011   | 11 oktober 2014   | Di Rupo                                                  | Minister van Werk |
| 41   |          | Kris Peeters (1962)                      |        | CD&V              | 11 oktober 2014   | 1 juli 2019       | Michel I en II                                           | Minister van Werk |
| 42   |          | Wouter Beke (1974)                       |        | CD&V              | 1 juli 2019       | 2 oktober 2019    | Michel II                                                | Minister van Werk |
| 43   |          | Nathalie Muylle (1969)                   |        | CD&V              | 2 oktober 2019    | 1 oktober 2020    | Michel II, Wilmès I en II                                | Minister van Werk |
| 44   |          | Pierre-Yves Dermagne (1980)              |        | PS                | 1 oktober 2020    | 3 februari 2025   | De Croo                                                  | Minister van Werk |
| 45   |          | David Clarinval (1976)                   |        | MR                | 3 februari 2025   | heden             | De Wever                                                 | Minister van Werk |

## Sociale Zaken
| Nr.  | Minister | Minister                           | Partij | Partij            | Begin             | Einde             | Regering(en)                                                  | Bevoegdheid                                                                                                   |
| ---- | -------- | ---------------------------------- | ------ | ----------------- | ----------------- | ----------------- | ------------------------------------------------------------- | --- |
| 1    |          | Paul Tschoffen (1878-1961)         |        | Katholieke Unie   | 6 september 1924  | 17 juni 1925      | Theunis III en Van de Vyvere                                  | Minister van Maatschappelijke Voorzorg                                                                        |
| 2    |          | Joseph Wauters (1875-1929)         |        | BWP               | 17 juni 1925      | 22 november 1927  | Poullet en Jaspar I                                           | Minister van Maatschappelijke Voorzorg                                                                        |
| 3    |          | Hendrik Heyman (1879-1958)         |        | Katholieke Unie   | 22 november 1927  | 17 december 1932  | Jaspar II en III, Renkin I en II en De Broqueville III        | Minister van Maatschappelijke Voorzorg                                                                        |
| 4    |          | Henri Carton de Wiart (1869-1951)  |        | Katholieke Unie   | 17 december 1932  | 10 januari 1934   | De Broqueville IV                                             | Minister van Maatschappelijke Voorzorg                                                                        |
| 5    |          | Philip Van Isacker (1884-1951)     |        | Katholieke Unie   | 10 januari 1934   | 20 november 1934  | De Broqueville IV en V                                        | Minister van Sociale Voorzorg                                                                                 |
| 6    |          | Edmond Rubbens (1894-1938)         |        | Katholieke Unie   | 20 november 1934  | 25 maart 1935     | Theunis IV                                                    | Minister van Sociale Voorzorg                                                                                 |
| 7    |          | Achille Delattre (1879-1964)       |        | BWP               | 25 maart 1935     | 22 februari 1939  | Van Zeeland I en II, Janson en Spaak I                        | Minister van Sociale Voorzorg                                                                                 |
| 8    |          | Arthur Wauters (1890-1960)         |        | BWP               | 22 februari 1939  | 18 april 1939     | Pierlot I en II                                               | Minister van Sociale Voorzorg                                                                                 |
| 9    |          | Antoine Delfosse (1895-1980)       |        | Katholiek Blok    | 18 april 1939     | 3 september 1939  | Pierlot II                                                    | Minister van Sociale Voorzorg                                                                                 |
| 10   |          | August Balthazar (1893-1952)       |        | BWP               | 3 september 1939  | 28 augustus 1940  | Pierlot III en IV                                             | Minister van Sociale Voorzorg                                                                                 |
| 11   |          | Hubert Pierlot (1883-1963)         |        | Katholiek Blok    | 22 november 1940  | 16 januari 1941   | Pierlot V                                                     | Minister van Sociale Voorzorg                                                                                 |
| 12   |          | Paul-Henri Spaak (1899-1972)       |        | BWP               | 16 januari 1941   | 26 september 1944 | Pierlot V                                                     | Minister van Sociale Voorzorg                                                                                 |
| S    |          | Gustave Joassart (1880-1953)       |        | extraparlementair | 4 maart 1942      | 16 juli 1943      | Pierlot V                                                     | Onder-Staatssecretaris voor Sociale Voorzorg                                                                  |
| S    |          | Joseph Bondas (18811957)           |        | PSB               | 3 september 1943  | 26 september 1944 | Pierlot V                                                     | Onder-Staatssecretaris voor Sociale Voorzorg                                                                  |
| 13   |          | Achiel Van Acker (1898-975)        |        | BSP               | 26 september 1944 | 12 februari 1945  | Pierlot VI en VII                                             | Minister van Sociale Voorzorg                                                                                 |
| 14   |          | Léon-Eli Troclet (1902-1980)       |        | PSB               | 12 februari 1945  | 13 maart 1946     | Van Acker I en II                                             | Minister van Sociale Voorzorg                                                                                 |
| (13) |          | Achiel Van Acker (1898-975)        |        | BSP               | 13 maart 1946     | 31 maart 1946     | Spaak II                                                      | Minister van Sociale Voorzorg                                                                                 |
| (14) |          | Léon-Eli Troclet (1902-1980)       |        | PSB               | 31 maart 1946     | 11 augustus 1949  | Van Acker III, Huysmans, Spaak III en IV                      | Minister van Sociale Voorzorg                                                                                 |
| 15   |          | Oscar Behogne (1900-1970)          |        | PSC               | 11 augustus 1949  | 16 augustus 1950  | G. Eyskens I en Duvieusart                                    | Minister van Sociale Voorzorg                                                                                 |
| 16   |          | Geeraard Van Den Daele (1908-1984) |        | CVP               | 16 augustus 1950  | 23 april 1954     | Pholien en Van Houtte                                         | Minister van Sociale Voorzorg                                                                                 |
| (14) |          | Léon-Eli Troclet (1902-1980)       |        | PSB               | 23 april 1954     | 26 juni 1958      | Van Acker IV                                                  | Minister van Sociale Voorzorg                                                                                 |
| 17   |          | Léon Servais (1907-1975)           |        | PSC               | 26 juni 1958      | 25 april 1961     | G. Eyskens II en G. Eyskens III                               | Minister van Sociale Voorzorg                                                                                 |
| 18   |          | Edmond Leburton (1915-1997)        |        | PSB               | 25 april 1961     | 28 juli 1965      | Lefèvre                                                       | Minister van Sociale Voorzorg                                                                                 |
| 19   |          | Hervé Brouhon (1924-1993)          |        | PSB               | 28 juli 1965      | 19 maart 1966     | Harmel                                                        | Minister van Sociale Voorzorg                                                                                 |
| 20   |          | Paul-Willem Segers (1900-1983)     |        | CVP               | 28 juli 1965      | 19 maart 1966     | Harmel                                                        | Minister belast met de Coördinatie van het Sociaal Beleid                                                     |
| 21   |          | Placide De Paepe (1913-1989)       |        | CVP               | 19 maart 1966     | 21 januari 1972   | Vanden Boeynants I en G. Eyskens IV                           | Minister van Sociale Voorzorg                                                                                 |
| 22   |          | Louis Namèche (1915-1990)          |        | PSB               | 21 januari 1972   | 26 januari 1973   | G. Eyskens V                                                  | Minister van Sociale Voorzorg                                                                                 |
| 23   |          | Frank Van Acker (1929-1992)        |        | BSP               | 26 januari 1973   | 25 april 1974     | Leburton                                                      | Minister van Sociale Voorzorg                                                                                 |
| (21) |          | Placide De Paepe (1913-1989)       |        | CVP               | 25 april 1974     | 16 oktober 1976   | Tindemans I en II                                             | Minister van Sociale Voorzorg                                                                                 |
| S    |          | Robert Moreau (1915-2006)          |        | RW                | 4 oktober 1974    | 8 december 1976   | Tindemans II                                                  | Staatssecretaris voor Sociale Zaken (Waalse Aangelegenheden)                                                  |
| 24   |          | Luc Dhoore (1928-2021)             |        | CVP               | 16 oktober 1976   | 3 juni 1977       | Tindemans II en III                                           | Minister van Sociale Voorzorg                                                                                 |
| 25   |          | Alfred Califice (1916-1999)        |        | PSC               | 3 juni 1977       | 18 mei 1980       | Tindemans IV, Vanden Boeynants II, Martens I en II            | Minister van Sociale Voorzorg Staatssecretaris voor Sociale Zaken (Waalse Aangelegenheden) (tot 3 april 1979) |
| S    |          | Roger De Wulf (1929-2016)          |        | BSP               | 3 juni 1977       | 3 april 1979      | Tindemans IV en Vanden Boeynants II                           | Staatssecretaris voor Sociale Zaken (Vlaamse Aangelegenheden)                                                 |
| S    |          | Vic Anciaux (1931-2023)            |        | Volksunie         | 3 juni 1977       | 3 april 1979      | Tindemans IV en Vanden Boeynants II                           | Staatssecretaris voor Sociale Zaken (Brusselse Aangelegenheden)                                               |
| (24) |          | Luc Dhoore (1928-2021)             |        | CVP               | 18 mei 1980       | 17 december 1981  | Martens III en IV en M. Eyskens                               | Minister van Sociale Voorzorg                                                                                 |
| 26   |          | Jean-Luc Dehaene (1940-2014)       |        | CVP               | 17 december 1981  | 9 mei 1988        | Martens V, VI en VII                                          | Minister van Sociale Zaken                                                                                    |
| 27   |          | Philippe Busquin (1941)            |        | PS                | 9 mei 1988        | 25 januari 1992   | Martens VIII en IX                                            | Minister van Sociale Zaken                                                                                    |
| 28   |          | Philippe Moureaux (1939-2018)      |        | PS                | 25 januari 1992   | 4 mei 1993        | Martens IX en Dehaene I                                       | Minister van Sociale Zaken                                                                                    |
| 29   |          | Bernard Anselme (1945)             |        | PS                | 4 mei 1993        | 23 januari 1994   | Dehaene I                                                     | Minister van Sociale Zaken                                                                                    |
| 30   |          | Magda De Galan (1946-2024)         |        | PS                | 23 januari 1994   | 12 juli 1999      | Dehaene I en II                                               | Minister van Sociale Zaken                                                                                    |
| 31   |          | Frank Vandenbroucke (1955)         |        | SP                | 12 juli 1999      | 12 juli 2003      | Verhofstadt I                                                 | Minister van Sociale Zaken                                                                                    |
| 32   |          | Rudy Demotte (1963)                |        | PS                | 12 juli 2003      | 20 juli 2007      | Verhofstadt II                                                | Minister van Sociale Zaken                                                                                    |
| 33   |          | Didier Donfut (1956)               |        | PS                | 20 juli 2007      | 21 december 2007  | Verhofstadt II                                                | Minister van Sociale Zaken                                                                                    |
| 34   |          | Laurette Onkelinx (1958)           |        | PS                | 21 december 2007  | 11 oktober 2014   | Verhofstadt III, Leterme I, Van Rompuy, Leterme II en Di Rupo | Minister van Sociale Zaken                                                                                    |
| S    |          | Jean-Marc Delizée (1959)           |        | PS                | 17 juli 2009      | 6 december 2011   | Van Rompuy en Leterme II                                      | Staatssecretaris voor Sociale Zaken                                                                           |
| S    |          | Philippe Courard (1966)            |        | PS                | 6 december 2011   | 15 september 2014 | Di Rupo                                                       | Staatssecretaris voor Sociale Zaken                                                                           |
| 35   |          | Maggie De Block (1962)             |        | Open Vld          | 11 oktober 2014   | 1 oktober 2020    | Michel I en II, Wilmès I en II                                | Minister van Sociale Zaken                                                                                    |
| 36   |          | Frank Vandenbroucke (1955)         |        | Vooruit           | 1 oktober 2020    | heden             | De Croo en De Wever                                           | Minister van Sociale Zaken                                                                                    |